# 日産・ビーライン
ビーライン(BeeLine)は、日産自動車が開発したコンセプトカーである。
2002年の第36回東京モーターショーに参考出品車として展示された。

## 特徴
配達や営業といった商用車としての基本性能に加え、車内での事務作業やデータ送信などオフィス機能も併せ持つ、「ビジネス・コンビニエンス」車として開発され、1台で社外でも仕事ができる「オールインワンコンセプト」をうたった。
助手席を設けず、運転席を横に回転させることによって、開閉式インストルメントパネルによるIT機器や事務スペースが利用できた。折り畳み式セカンドシートの採用で、荷物室に融通を持たせた。
車名のBeeLineは、英語で「直行する、最短コース」の意味。

## スペック
- 全長：4100 mm
- 全幅：1695 mm
- 全高：1750 mm（ハイルーフ）1530 mm（標準ルーフ）
- 乗車定員（名）：3
- ホイールベース：2750 mm
- トレッド 前 / 後：1470 mm / 1455 mm
- リヤホイールハウス間寸法：1170 mm
- 荷室長：1800 mm
- 最大積載量：600 kg
- 駆動方式：前輪駆動
- エンジン：1500cc
- トランスミッション：フルレンジ電子制御4速オートマチック
- サスペンション 前 / 後：独立懸架ストラット式  / トーションビーム式
- タイヤサイズ 前 / 後：165 / 65R15